# 習近平派系
习近平派系，简称习派，又称习家军，具体被分為「之江新軍」、「閩江新軍」、「新西北軍」、「軍工系」、「清華系」、「浦江新軍」等親信班底。是指中國共產黨內部以中共中央总书记習近平為首的派系或嫡系团队，正如以往稱呼江澤民為首的上海幫（江泽民派的简称）和胡錦濤為首的團派（共青团派的简称）。2017年中共十九大以後習近平派系在中共領導集體中逐步佔據主導地位，到2022年中共二十大后已实现对全国党政系统的全面掌控。同时有观点认为，因為习近平以绝对的权威性主导了中共二十大人事布局，現二十届中共中央政治局委員24人都可视为习的派系。
由于习近平的亲信在中共二十大后完全占据中共权力核心，习近平本人已经建立了绝对权力。法国世界报社评认为，这种倒退不仅对中华人民共和国很危险，对世界其他国家也是一种危险。法国塞尔奇-巴黎大学教授张伦分析认为二十大的权力格局颠覆性变化带有政变性质。

## 之江新軍（浙江帮）
之江新军是现任中共中央总书记习近平在浙江担任省委书记时延揽的手下，也有曾经担任过习近平的秘书，更有曾经中共元老推荐的人或者曾经和习近平合作过的人，如陈敏尔、李强、龚正等。“之江新军”这一说法最早源自香港媒体《大公报》评论员马浩亮的文章，借用了习近平在浙江任职期间发表文章的栏目《之江新语》的名称：“之江”即钱塘江，也可指代整个浙江省。习近平曾经就任过浙江省委书记，在担任总书记后，不少在浙江的旧部都被重用。

### 代表人物
| 姓名   | 現職                           | 備註 |
| ------ | ------------------------------ | --- |
| 李强   | 中央政治局常委，国务院总理     | 习近平执政团队的核心成员；时任温州市委书记，浙江省委常委、秘书长；曾任浙江省省长，江苏省委书记，上海市委书记；浙江瑞安人                               |
| 蔡奇   | 中央政治局常委，中央书记处书记 | 习近平执政团队的核心成员；习在浙江和福建都曾与其共事；时任衢州市委书记，台州市委书记；曾任杭州市市长，浙江省委组织部长，浙江省常务副省长，北京市委书记 |
| 陈敏尔 | 中央政治局委员，天津市委书记   | 时任浙江省委常委、宣传部部长（期间主导创办《之江新语》）；曾任浙江省常务副省长，贵州省省长，贵州省委书记，重庆市委书记；浙江绍兴人                     |
| 黄坤明 | 中央政治局委员，广东省委书记   | 习在浙江与福建都曾与其共事；时任湖州市市长，嘉兴市委书记，浙江省委宣传部长；曾任杭州市委书记，中央宣传部副部长，中央宣传部部长，中央书记处书记         |
| 应勇   | 最高人民检察院检察长           | 时任浙江省纪委副书记、浙江省监察厅厅长，浙江省高院院长；曾任上海市高院院长，上海市市长；浙江仙居人                                                     |
| 夏宝龙 | 中央港澳工作办公室主任         | 时任浙江省委副书记；曾任第十三届全国政协副主席，浙江省委书记，浙江省省长                                                                               |
| 钟绍军 | 中央军委办公厅原主任           | 时任浙江省委组织部副部长，曾任上海市委办公厅副主任；浙江开化人                                                                                         |
| 龚正   | 上海市市长                     | 曾任浙江省副省长，浙江省委常委、杭州市委书记，山东省省长；时任上海市市长、市委书记是李强                                                               |
| 楼阳生 | 河南省委原书记                 | 时任丽水市委书记；曾任浙江省政协副主席、浙江省委统战部部长；浙江浦江人                                                                                 |
| 陈一新 | 国家安全部部长                 | 时任浙江省委副秘书长、政研室主任（期间负责为习起草文件）；曾任浙江省委常委、温州市委书记，中央改革办专职副主任；浙江泰顺人                             |
| 赵一德 | 陕西省委书记                   | 时任共青团浙江省委书记，温州市委副书记；曾任温州市市长，衢州市委书记，浙江省委秘书长，杭州市委书记；浙江温岭人                                         |
| 刘奇   | 全国人大常委会秘书长           | 时任温州市市长，浙江省发改委主任；曾任浙江省人大常委会副主任，宁波市市长，宁波市委书记                                                                 |

### 浙江籍官员
| 姓名   | 职务                                             | 备注 |
| ------ | ------------------------------------------------ | --- |
| 韩正   | 国家副主席                                       | 曾任上海市市长，上海市委书记，中央政治局常委、国务院副总理；浙江慈溪人 |
| 舒国增 | 中央纪委驻中央办公厅纪检组原组长书记（正部长级） | 曾任浙江省委副秘书长、省委政研室主任，中央财办副主任；浙江杭州人 |
| 尹弘   | 江西省委书记                                     | 曾任上海市委秘书长，上海市委副书记，河南省省长，甘肃省委书记；浙江湖州人 |
| 周祖翼 | 福建省委书记                                     | 曾任上海市委组织部副部长，中共中央组织部干部二局局长，中央编办主任，人力资源和社会保障部部长；浙江天台人                                                                       |
| 沈晓明 | 湖南省委书记                                     | 曾任上海交通大学常务副校长，上海市教育委员会主任，上海市副市长，上海市委常委、浦东新区区委书记，教育部副部长，海南省省长，海南省省委书记；浙江上虞人                           |
| 黄强   | 吉林省委书记                                     | 曾任中航工业第一飞机设计研究院院长院长，国家国防科技工业局副局长，甘肃省常务副省长，河南省常务副省长，四川省省长；浙江东阳人                                                   |
| 陈小江 | 新疆维吾尔自治区党委书记                         | 曾任中国水利报社社长，水利部直属机关党委常务副书记，水利部办公厅主任，黄河水利委员会主任，中央纪委宣传部部长，辽宁省纪委书记，中央纪委副书记，中央统战部常务副部长；浙江龙游人 |
| 金壮龙 | 工业和信息化部原部长                             | 曾任上海航天局局长，国家航天局副局长，中国商飞总经理、董事长，中央军民融合发展委员会办公室常务副主任（正部长级）；浙江定海人                                                   |
| 慎海雄 | 中央广播电视总台台长                             | 曾任新华社浙江分社农村采访室主任、常务副总编，新华社上海分社社长，新华社副社长，广东省委宣传部长，国家新闻出版广电总局副局长；浙江湖州人                                       |
| 易会满 | 中国证监会原主席                                 | 浙江苍南人 |
| 毛伟明 | 湖南省省长                                       | 曾任江苏省副省长，工业和信息化部副部长，江西省委常委、常务副省长，国家电网公司董事长；浙江衢州人                                                                               |
| 施小琳 | 四川省省长                                       | 曾任上海市民政局局长，上海市委统战部部长，江西省委常委、宣传部长，四川省委副书记、成都市委书记；浙江余姚人                                                                     |
| 朱忠明 | 上海市委副书记，上海市委政法委书记               | 曾任浙江省商务厅副厅长，温州市副市长，温州市委常委，浙江省审计厅厅长，湖南省副省长，财政部副部长；浙江海宁人                                                                   |
| 陈德荣 | 中国宝武钢铁集团有限公司原董事长                 | 曾任嘉兴市市长，嘉兴市委书记，浙江省副省长，浙江省委常委、温州市委书记，宝钢集团有限公司总经理；浙江余姚人                                                                     |

### 有浙江任职经历的官员
| 姓名     | 职务                               | 备注                                                                                             |
| -------- | ---------------------------------- | ------------------------------------------------------------------------------------------------ |
| 袁家军   | 中央政治局委员，重庆市委书记       | 曾任浙江省委常委、常务副省长，浙江省委副书记、政法委书记，浙江省省长，浙江省委书记               |
| 赵洪祝   | 中央书记处书记，中央纪委副书记     | 曾任中央组织部常务副部长，浙江省委书记                                                           |
| 郑栅洁   | 国家发展和改革委员会主任           | 曾任浙江省委副书记，宁波市委书记，浙江省省长，安徽省委书记                                       |
| 冯飞     | 海南省委书记                       | 曾任浙江省副省长，浙江省委常委、常务副省长，海南省省长                                           |
| 胡和平   | 中央宣传部常务副部长               | 曾任浙江省委常委、组织部部长，陕西省委副书记，陕西省省长，陕西省委书记，文化和旅游部部长         |
| 黄建发   | 中央组织部副部长（正部长级）       | 曾任浙江省委常委、组织部部长、统战部部长，浙江省委副书记、政法委书记                             |
| 巴音朝鲁 | 全国人民代表大会民族委员会主任委员 | 曾任共青团中央书记处常务书记、浙江省副省长，浙江省委常委、宁波市委书记，吉林省省长，吉林省委书记 |
| 刘捷     | 浙江省省长                         | 中国首位70后省长；曾任浙江省委常委、杭州市委书记，浙江省委副书记                                 |

## 閩江新軍（福建幫）
閩江新軍，簡稱閩系，舊稱閩江舊部。习近平在福建省工作、生活時間长达17年，包括厦门、宁德、福州等地方城市，是习近平在地方任职期间最久的省份。习近平曾经担任福州市委书记6年多，并在福州居住13年多的时间。在习近平担任中共中央总书记后，大量福建籍官员，或拥有在福建任职经历的官员被提拔。闽江是福建省最重要的河流，也是福州市的标志之一。

### 代表人物
| 姓名   | 职务                                 | 备注 |
| ------ | ------------------------------------ | --- |
| 蔡奇   | 中央政治局常委，中央书记处书记       | 习近平执政团队的核心成员；习在浙江和福建都曾与其共事；福建三明人                                                                         |
| 何卫东 | 中央政治局委员，中央军委副主席       | 时任第86摩步师师长，第31集团军参谋长，第31集团军副军长；生于福建南平                                                                     |
| 何立峰 | 中央政治局委员，国务院副总理         | 时任厦门市副市长，泉州市市长，福州市委书记；曾任全国政协副主席、国家发改委主任，天津市委副书记，厦门市委书记；生于福建龙岩               |
| 王小洪 | 中央书记处书记，国务委员兼公安部部长 | 时任福州市公安局党委副书记、副局长，福州市公安局局长，福建省公安厅副厅长；福建福州人                                                     |
| 黄坤明 | 中央政治局委员，广东省委书记         | 时任龙岩市市长，湖州市市长，嘉兴市委书记，浙江省委常委、宣传部部长；曾任十九届中央政治局委员、中央书记处书记、中央宣传部部长；福建龙岩人 |
| 林向阳 | 东部战区司令员                       | 长期在第31集团军任职；福建福清人 |
| 林武   | 山东省委书记                         | 曾任山西省省长，山西省委书记；福建福州人                                                                                                 |
| 郑栅洁 | 国家发展和改革委员会主任             | 时任厦门市湖里区区长，厦门市人民政府副秘书长、办公厅主任；曾任福建省副省长，浙江省委常委、宁波市委书记；福建漳州人                       |
| 裴金佳 | 退役军人事务部部长                   | 时任厦门市开元区区长；曾任福建市委常委、厦门市委书记；福建泉州人                                                                         |
| 黄建发 | 中央组织部副部长（正部长级）         | 曾任浙江省委常委、组织部部长，浙江省委副书记、统战部部长、政法委书记；福建邵武人                                                         |
| 庄荣文 | 中央宣传部副部长、中央网信办主任     | 曾任国务院侨务办公室副主任，中央网信办（国家网信办）副主任，国家新闻出版署（国家版权局）署长（局长）；福建泉州人                         |
| 侯建国 | 中国科学院院长                       | 福建福清人 |
| 林锐   | 中央统战部副部长                     | 曾任厦门市市长助理、副市长、厦门市公安局局长，公安部部长助理、副部长，中央政法委副秘书长；福建福州人                                     |
| 郑璇   | 北部战区政委                         | 福建闽侯人 |
| 方永祥 | 中央军委办公厅主任                   | 福建同安人 |

### 福建籍官员
| 姓名   | 职务                                   | 备注 |
| ------ | -------------------------------------- | --- |
| 陈希   | 中共中央党校校长                       | 第十九届中共中央政治局委员、中央书记处书记、中央组织部部长；福建莆田人，生于福建福州                               |
| 邓卫平 | 中央纪委国家监委驻公安部纪检监察组组长 | 时任福州市国家安全局局长；曾任福建省国家安全厅副厅长，福建省纪委副书记                                             |
| 王钦敏 | 国家电子政务专家委员会主任             | 时任福州大学副校长、致公党福建省委副主委，曾任第十二届全国政协副主席、全国工商联主席，福建省科技厅厅长；福建福清人 |
| 许昆林 | 江苏省省長                             | 曾任上海市人民政府副市長、蘇州市委書記；福建永春縣人                                                               |
| 葉建春 | 江西省省長                             | 曾任水利部副部長、國家防汛抗旱總指揮部秘書長；福建周寧縣人                                                         |
| 胡文容 | 上海市政协主席                         | 曾任山東省委常委、秘書長、重慶市委常委、組織部部長、上海市委常委、組織部部長；福建莆田市人                         |
| 許甘露 | 全國人大外事委員會副主任委員           | 曾任公安部副部長、黨委委員、國家移民管理局局長、黨組書記。副總警監警銜；福建同安區人                               |

### 有福建任职经历的官员
| 姓名   | 职务                                           | 备注 |
| ------ | ---------------------------------------------- | --- |
| 陈文清 | 中央政治局委员、中央书记处书记、中央政法委书记 | 曾任福建省委常委、省纪委书记，福建省委副书记，中央纪委副书记，国家安全部部长                                     |
| 尹力   | 中央政治局委员，北京市委书记                   | 曾任四川省省长，福建省委书记                                                                                     |
| 倪岳峰 | 河北省委书记                                   | 曾任福建省副省长，福建省委常委、省纪委书记、福州市委书记，福建省委副书记，海关总署署长                           |
| 王宁   | 云南省委书记                                   | 曾任福建省委常委、组织部部长、福州市委书记，福建省委副书记，福建省省长                                           |
| 胡昌升 | 甘肃省委书记                                   | 曾任福建省委常委、组织部部长、厦门市委书记，福建省委副书记，黑龙江省省长                                         |
| 唐登傑 | 山西省委书记                                   | 曾任中共福建省委副書記、福建省人民政府省長，國家發展和改革委員會黨組副書記、副主任（正部長級），民政部部長等職務 |
| 羅東川 | 青海省省長                                     | 曾任最高人民法院副院長，中共福建省委副書記                                                                       |

## 軍工系（技术官僚）
在习近平执政后，重用了众多航空、航天、军工、科研、学术等背景出身技术型官僚，这一群体又被媒体称为“军工系”“宇宙幫”等。在中共二十大后，多名有科研学术经历的技术官员进入中共中央政治局，这一群体崛起速度之快令人瞩目。从更大的角度来看，这一群体的崛起似乎表明了习近平的经济和技术发展新战略，强调国家促进技术进步的能力，并减少私营部门在中国大陆经济中的比重。
| 姓名   | 現職                                           | 備註 |
| ------ | ---------------------------------------------- | --- |
| 陈吉宁 | 中央政治局委员，上海市委书记                   | 英国伦敦帝国学院环境系统分析博士；曾任清华大学校长，环境保护部部长 |
| 李干杰 | 中央政治局委员，中央书记处书记，中央统战部部长 | 清华大学工程物理系毕业，核安全工程师；曾任国家核安全局局长，生态环境部部长 |
| 马兴瑞 | 中央政治局委员，新疆维吾尔自治区党委原书记     | 国际宇航科学院院士，航天技术专家，中国新一代运载火箭工程总指挥；曾任中国航天科技集团总经理、董事长，工业和信息化部副部长、国家航天局局长、国家原子能机构主任、国家国防科技工业局局长 |
| 袁家军 | 中央政治局委员，重庆市委书记                   | 国际宇航科学院通讯院士，航天技术专家，中国载人航天工程飞船系统总指挥；曾任中国航天科技集团副总经理，浙江省委常委、常务副省长，浙江省省长，浙江省委书记                               |
| 张国清 | 中央政治局委员，国务院副总理                   | 曾任中国兵器工业集团总经理，重庆市市长，天津市市长，辽宁省委书记 |
| 张庆伟 | 全国人大常委会副委员长                         | 国际宇航科学院院士，中国载人航天工程副总指挥；曾任中国航天科技集团总经理，河北省省长，黑龙江省委书记，湖南省委书记                                                                   |
| 沈晓明 | 湖南省委书记                                   | 医学博士，上海交通大学医学院原院长；曾任上海市副市长，上海市委常委、浦东新区区委书记，教育部副部长，海南省省长，海南省委书记                                                         |
| 唐登杰 | 山西省委书记                                   | 曾任中国兵器装备集团总经理、董事长，工业和信息化部副部长、国家航天局局长、国家原子能机构主任、国家国防科技工业局局长，福建省省长，国家发改委副主任（正部长级），民政部部长           |
| 张玉卓 | 国务院国资委主任                               | 中国工程院院士，洁净煤技术专家；曾任神华集团董事长，天津市委常委、滨海新区区委书记，中国石油化工集团董事长，中国科协党组书记、常务副主席、书记处第一书记                             |
| 怀进鹏 | 教育部部长                                     | 中国科学院院士，计算机软件专家；曾任北京航空航天大学校长（副部长级），工业和信息化部副部长，天津市委副书记，中国科协党组书记、常务副主席、书记处第一书记                             |
| 黄强   | 吉林省委书记                                   | 工学博士，长期在中国航空工业集团前身下属单位工作；曾任国家国防科技工业局副局长，甘肃省副省长，甘肃省委常委、常务副省长，河南省委常委、常务副省长，四川省省长                         |
| 赵刚   | 陕西省省长                                     | 曾任中国兵器工业集团副总经理，中国一重集团总经理，陕西省副省长，陕西省委常委、副书记、延安市委书记                                                                                   |
| 黄润秋 | 生态环境部部长                                 | 地质灾害专家，成都理工大学原副校长；九三学社中央副主席 |
| 金壮龙 | 工业和信息化部原部长                           | 曾任中国航天科技集团副总经理，国家航天局副局长，国防科工委副主任，中国商用飞机总经理、董事长，中央军民融合办常务副主任                                                               |
| 许达哲 | 湖南省委原书记                                 | 曾任中国航天科技集团副总经理，中国航天科工集团总经理，中国航天科技集团董事长，工业和信息化部副部长、国家航天局局长、国家原子能机构主任、国家国防科技工业局局长，湖南省省长           |
| 陈求发 | 辽宁省委原书记                                 | 曾任工业和信息化部副部长、国家原子能机构主任、国家国防科技工业局局长、国家航天局局长，湖南省政协主席，辽宁省省长                                                                     |

## 新西北軍（陝西幫）
西北新军是外界推测的在中国共产党内部存在的非正式派系，在习近平执政后不少与陕西、甘肃等地有一定关联的官员，或者有在陕甘地区担任重要职务的经历被提拔重用。此外陕西（富平县）是習近平的父親習仲勛出身的地方，也是習本人年輕時上山下鄉勞動的地方，甘肃（两当县）是习近平父亲早年参加革命发动武装起义的地方。
代表人物：
- 王岐山（前国家副主席，曾任中共中央政治局常委正国级、中央纪委书记，曾经在陕西延安下放插队）
- 趙樂際（现任全国人大常委会委员长、中央政治局常委、正国级。曾任中央纪委书记、陕西及青海省委书记）
- 栗戰書（前全国人大常委会委员长、中共中央政治局常委正国级。曾任陕西省委副书记、西安市委书记；1982年担任无极县委书记时，习近平为邻县正定县委书记）
- 李希（现任中央政治局常委、中央纪委书记，正国级。曾任广东省委书记、陕西省委秘书长、延安市委书记；户籍地甘肃两当县是习父亲发动“两当兵变”所在地）
- 张又侠（现任中共中央政治局委员、中央军委委员、中央军委副主席，陕西渭南人）
- 张升民（现任中央军委委员，中央军委纪律检查委员会书记，陕西武功人）
- 王晨（前政治局委员，全国人大常委会副委员长，在陕西延安下放插队过）
- 刘国中（现任中华人民共和国国务院副总理、曾任陕西省委书记、省长）
- 孙新阳（现任中共中央纪委副书记，陕西富平人，大哥习正宁在海南时期的秘书）
- 王东峰（十四届全国政协副主席，陕西西安人，在陕西任职多年，曾任渭南市长）
- 贺　荣（现任司法部部长，曾任最高法院常务副院长、陕西省委副书记、纪委书记；在陕西任职期间曾协助督办秦岭别墅违建案）
- 杜航伟（现任任全国人民代表大会社会建设委员会委员，曾任陕西省委政法委书记，陕西省公安厅厅长，公安部副部长等职）
- 郝　鹏（现任辽宁省委书记，陕西人）
- 齐　玉（现任外交部党委书记，陕西人）
- 刘　钊（现任中央纪委国家监委驻中央社会工作部纪检监察组组长，曾任公安部副部长，陕西人）
- 薛　斌（现任新疆生产建设兵团司令员，陕西人）
- 苟仲文（原国家体育总局局长；甘肃镇原人，曾任北京市委副书记，2024年5月30日，因涉嫌严重违纪违法，接受中央纪委国家监委纪律审查和监察调查）
- 陈宝生（原教育部长；甘肃兰州人，曾任兰州市委书记、中央党校副校长）

## 浦江新軍（新上海帮）
习近平曾在2007年担任上海市委书记约7个月。有别于江泽民的旧上海帮，特指那些习近平担任总书记后提拔的有上海背景、如今身居要职的官员。
代表人物：
- 王沪宁（中央政治局常委正国级，全国政协主席，出生在上海，早年任职于高校期间受到江泽民重用提拔进京）
- 丁薛祥（中央政治局常委正国级，国务院副总理，曾于习近平在上海工作期间担任市委秘书长、办公厅主任）
- 韩正（中华人民共和国副主席，曾在上海任职多年，习在上海担任市委书记期间作为市长与其搭档，曾任中央政治局常委正国级，国务院副总理）
- 杨晓渡（前政治局委员，国家监委主任，上海人，曾经在上海任职）
- 杨洁篪（前政治局委员，外事委主任，上海人）
- 应勇（最高人民检察院检察长，曾在上海任职多年）
- 沈晓明（中共湖南省委书记，在上海任职多年）
- 徐麟（中共贵州省委书记，上海人，曾任上海市委宣传部长、浦东新区区委书记、中央网信办主任）
- 王文涛（商务部部长，曾在上海任职多年）
- 尹弘（中共江西省委书记，曾任上海市委副书记、甘肃省委书记）
- 周祖翼（中共福建省委书记，曾在同济大学和上海市委组织部任职）
- 侯凯（审计署署长，曾任上海市委常委、市纪委书记）
- 唐登杰（中共山西省委书记，出生在上海，曾任上海市副市长）
- 吴清（中国证券监督管理委员会主席，曾任上海市常务副市长、上海市委副书记、政法委书记）

需要注意的是，上述分类只是基于户籍地和工作经历所进行的地理意义上的简单划分。其中亦包含有早年受到江泽民派系提拔，在习执政后继续担任重要职位的官员，如被视为与江泽民派系关系密切的韩正；以及上海出生的特定专业领域的高级官员，如王沪宁（理论研究），杨洁篪（外交）。

## 同窗系（清华、党校系）
指有与习近平在中央党校共事经历，或习近平有过同窗校友经历，如今被委以重任的官员。清华大学时期的“同学帮”以陈希为主，（現任中央黨校校長）陈希在清华大学擔任黨委書記（2002年至2008年）的下属先后身居高位。
- 陈希（現任中央党校校长副国级领导人[44]，曾任中共中央政治局委员、中央组织部部长、为习近平提拔大量人才，是习的清华大学同学、上下铺室友，曾任十九届政治局委员、清华大学党委书记；福建莆田人[45]）
- 刘鹤（前中央政治局委员，副国级领导人、国务院副总理，有报道称其是习近平中学同学[46]）
- 石泰峰（现任中共中央政治局委员、中央书记处书记副国级领导人、中央组织部部长、中国社会科学院院长、曾任中共中央党校副校长，为时任中共中央党校校长习近平的副手[47]）

- 李书磊（现任中共中央政治局委员、中央书记处书记副国级领导人、中央宣传部部长，曾任中共中央党校副校长，为时任中共中央党校校长习近平的副手）
- 李干杰（現任中共中央政治局委员、中央书记处书记副国级领导人、中央统战部部长，清华大学核能技术研究所核反应堆工程与安全专业毕业）

- 陈吉宁（政治局委员，上海市委书记、曾任清华大学校长、环保部长、北京市长）
- 陈旭（统战部副部长、国侨办主任，曾任清华大学党委书记）

## 新粤系（广东帮）
习近平父亲习仲勋曾任广东省委第一书记，期间促成了广东省的改革开放。“深圳市”这个名稱也是由习仲勋定下。而在习近平执政期间多名有广东背景特别是曾任深圳市委书记的官员被提拔高就。
- 李希（现任中央政治局常委正国级、中央纪委书记，曾任广东省委书记）
- 李鸿忠（现任中央政治局委员副国级领导人、全国人大常委会排名第一的副委员长，曾任深圳市委书记）
- 马兴瑞（现任中央政治局委员、新疆党委书记，曾历任深圳市委书记，广东省副省长、省长）
- 许勤（现任黑龙江省委书记，曾历任深圳市市长，中共深圳市委书记）
- 王蒙徽（现任中共湖北省委书记，曾历任汕尾市市长，中共云浮市委书记）
- 蓝佛安（现任财政部部长，曾任中共山西省委书记，广东惠东人，曾历任广东省审计厅厅长，中共韶关市委书记，广东省副省长）
- 郑雁雄（现任香港中联办主任、香港国安委国家安全事务顾问，广东汕头人，曾历任中共汕尾市委书记，中共广东省委秘书长）
- 王伟中（现任广东省省长，曾任深圳市委书记）
- 刘昆（现任全国社会保障基金理事会党组书记、理事长，曾历任广东省财政厅厅长，广东省副省长）
- 慎海雄（现任中宣部副部长（正部级）、中央广播电视总台台长，曾任中共广东省委宣传部长）
- 王志忠（现在现任公安部副部长兼特勤局党委书记、局长，曾任广东省副省长、省公安厅长）
- 何忠友（现任新疆生产建设兵团党委书记、政委。曾长期在广东任职，历任中共河源市委书记、广东省副省长、中共广东省委政法委书记）

## 落马成员
在习近平发动的反腐行动中，亦有不少与习近平有直接交集关系，被认为是习派人马的官员因贪腐问题被查处。
- 秦　刚（原国务委员、外交部长。2023年7月被免职，曾被媒体广泛认为是习近平的心腹[50]。）
- 苗　华（被查处时职位为中央军委委员，政治工作部主任，被部分媒体认为与习近平有“亲密关系”[51]。）
- 黄兴国（被查处时职位为天津市委代理书记、市长，曾任浙江省副省长、宁波市委书记，习近平主政浙江时的下属，落马前被广泛认为是习近平派系成员[52]。）
- 唐一军（被查处时职位为江西省政协主席，曾任司法部部长，辽宁省省长，宁波市委书记等职，在浙江任职近四十年，一直被广泛认为是“之江新军”重要成员[53]。）
- 沈德咏（被查处时职位为全国政协常委、社会和法制委员会主任，曾任上海市委常委、纪委书记，是习近平在担任上海市委书记时的市委常委班子成员，在习近平直接领导下工作）
- 朱芝松（被查处时职位为上海市委常委、浦东新区区委书记，军工系[54]成员，习近平主政上海时，其任上海航天局局长。）
- 斯鑫良（被查处时职位为浙江省政协副主席，是习近平主政浙江时的省委常委班子成员，是习近平共事多年的同僚）
- 周江勇（被查处时职位为浙江省委常委，杭州市委书记，曾是最年轻省委常委，改革开放以来杭州第一位落马的市委书记[55]，是习近平在浙江多年的下属，被部分媒体称为习近平派系的“新星”[56]）
- 张志南（被查处时职位为福建省委常委，常务副省长，曾在习近平担任福建省长最后数月期间担任福建省委副秘书长）
- 徐　钢（被查处时职位为福建省副省长，曾在习近平任职福建省省长期间担任省政府副秘书长约2年）
- 叶寒冰（被查处时职位为四川省人民政府副省长、四川省公安厅厅长，曾任浙江省公安厅副厅长、杭州市公安局局长，被广泛认为是习近平派系成员。）
- 郑立中（被查处时职位为海协会常务副会长，曾任福建省发展计划委员会主任，是时任福建省省长习近平的下属。）
- 卢子跃（被查处时职位为宁波市长，曾是习近平在浙江时的下属）
- 陈　旭（被查处时职位为上海市人民检察院检察长，习近平在上海担任市委书记时，是习近平下级）
- 艾宝俊（被查处时职位为上海市委常委，副市长，曾与习近平一同在上海共事）
- 董　宏（中央巡视组原副组长，曾是被媒体称为习近平的左右手[57]、老朋友、老搭档、老盟友王岐山的秘书[58]。）
- 陈家东（被查处时职位为福建省厦门市人大常委会主任，在习近平担任福建省省长时，任福建省农业厅副厅长。后还曾任习近平主政过的宁德市市长。）
- 李金柱（被查处时职位为陕西省人大常委会副主任，曾任陕西省人副省长，被广泛认为是陕西帮成员）
- 朱从玖（被查处时职位为浙江省政协副主席，曾任浙江省副省长，被广泛认为是习近平派系之江新军成员）
- 马晓晖（被查处时职位为浙江省人大常委会机关党组副书记，在习近平主政浙江时任浙江省宁海县县长。）
- 吴蔚荣（被查处时职位为台州市委书记，在习近平主政浙江时任浙江省义乌市市长）